# Chiesa di San Pietro ad Vincula
Chapel Royal of St. Peter ad Vincula (in inglese, St. Peter in chains; in italiano, San Pietro in catene) è la chiesa ufficiale (cappella reale) della Torre di Londra edificata nel 1520. Il nome è riferito, e vuole commemorare, l'episodio dell'incarcerazione di San Pietro sotto il regno di Erode Agrippa I a Gerusalemme. Per lo più la cappella è celebre per essere il luogo di sepoltura di molti celebri personaggi giustiziati nella Torre adiacente.

## Storia
Venne iniziata nei primi anni del 1510 dal re Enrico VIII d'Inghilterra sottocommissione di Richard Cholmondeley; e ultimata oltre dieci anni dopo. È difatti un mirabile esempio dello stile architettonico in voga sotto i Tudor. È molto vicina alla principale costruzione della Torre di Londra, la Torre Bianca. La cappella fu in realtà eretta sulle rovine di una precedente costruzione religiosa, più piccola, (della quale probabilmente restavano solo ruderi che furono abbattuti per fare posto alla nuova chiesa) che poteva risalire all'epoca precedente alla Conquista normanna dell'Inghilterra perciò forse poco dopo l'anno 1000. Aveva perciò all'epoca oltre cinquecento anni.

## Descrizione

### Arte e architettura

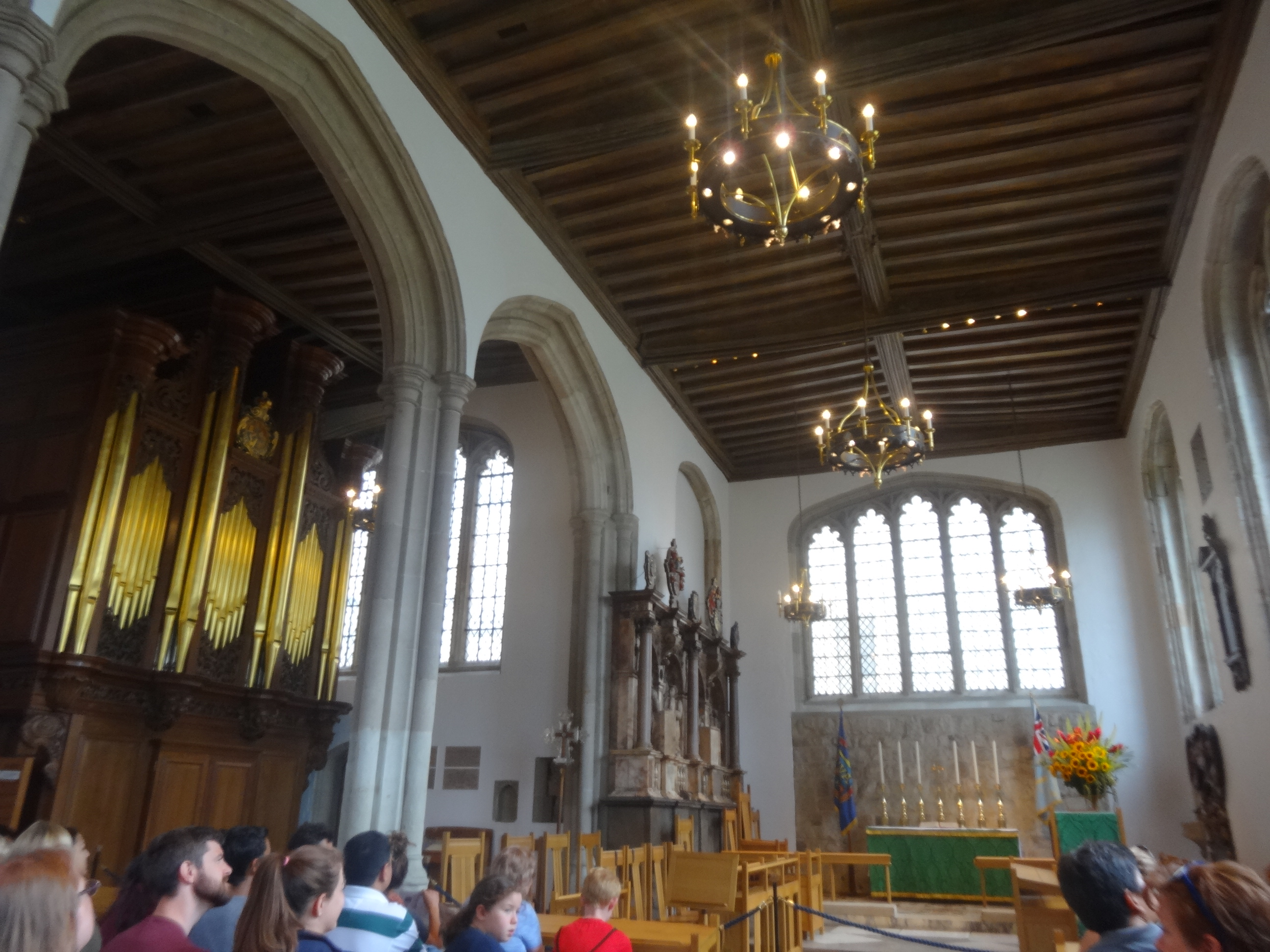
Interno

La chiesa contiene numerosi monumenti celebrativi. Uno a John Holland, II duca di Exeter, (1395-1447) un connestabile. Nella zona centrale ve n'è invece uno dello stesso Cholmondeley, un tenente della torre che morì nel 1521 (appena dopo il completamento della struttura). Nel santuario si erge un monumento a Sir Richard Blount, spirato nel 1564, e a suo figlio Sir Michael, morto nel 1610, entrambi a loro volta tenenti e forse anche esecutori di parecchie condanne nella torre. Nel medesimo luogo si trova un organo del XVII secolo opera di Grinling Gibbons.
Ma senza dubbio i monumenti più importanti sono quelli che commemorano le prime vittime del regno di Enrico VIII. Innanzitutto due sue mogli: la seconda Anna Bolena ingiustamente incarcerata e decapitata per stregoneria ed incesto e la quinta Caterina Howard che invece fu uccisa per tradimento. La prima fu senza dubbio la più celebre delle due, che provocò il primo divorzio del re con Caterina d'Aragona e la rottura ufficiale dell'Inghilterra con la Chiesa di Roma. Ma una terza regina è sepolta nella chiesa, la cui permanenza sul trono segna il record di soli nove giorni (che rende tuttavia difficile considerare accettabile la sua incoronazione): Lady Giovanna Grey, spodestata nel 1553 e giustiziata l'anno successivo per ordine di Maria I d'Inghilterra, figlia di Enrico VIII e Caterina d'Aragona. Tommaso Moro e Giovanni Fisher incorsero nell'ira del medesimo sovrano, essendosi rifiutati di accettare la rottura con la Chiesa di Roma, da cui sono stati successivamente canonizzati in quanto martiri.

### Organo a canne
Nella chiesa si trova un organo a canne costruito nel 1999 dalla ditta organaria canadese Létourneau (opus 70) riutilizzando la cassa dello strumento precedente, risalente al XVII secolo ed opera di Grinling Gibbons. Lo strumento, a trasmissione mista (meccanica i manuali e il pedale, elettronica per i registri) dispone di 35 registri su due manuali e pedale.